# Ergavia exstantilinea
Ergavia exstantilinea là một loài bướm đêm trong họ Geometridae.